# Maxiyatzy
Maxiyatzy (även MaxiYatzy, Maxi-Yatzy eller Maxi Yatzy) är ett tärningsspel som spelas med sex vanliga tärningar. Spelet är en utvidgning av det traditionella spelet Yatzy.

## Spelets ursprung och spridning
Maxi Yatzy kallas ibland "den svenska varianten av Yatzy", men ursprunget är oklart. Det är däremot väldokumenterat att Maxi Yatzy från början hade störst spridning i Skandinavien genom kommersiella utgåvor från Alga och Kärnan (Sverige), N.W. Damm & Søn (Norge) och Tactic (Finland), varav den tidigaste är Algas utgåva från början av 1980-talet.
Det finns idag ett stort antal online- och mobilutgåvor av spelet, varav den största är BGA, och nu för tiden har Maxi Yatzy spelare i hela världen.

## Regler

### Skillnader mot Yatzy
Reglerna liknar i hög grad reglerna för Yatzy, med tre stora skillnader:
- I Maxi Yatzy används sex tärningar i stället för fem.
- Att antalet tärningar är sex möjliggör följande nya poängkategorier: tre par, full stege, hus och torn.
- Slag som avstås av en spelare kan nyttjas vid senare omgångar. I vissa utgåvor medföljer därför ett antal brickor som används för att hålla koll på antalet "sparade kast". En bricka inkasseras för varje avstått slag och senare i spelet kan brickorna växlas mot extra slag utöver de tre första. Det är sålunda teoretiskt möjligt för en spelare att ha 41 slag till sitt förfogande vid början av den tjugonde (och därmed sista) omgången.

### Likheter med Yatzy
Antalet deltagare är på samma sätt obegränsat och vinnare blir den deltagare som uppnått högst poängsumma efter spelets slut. Varje spelare får tre nya tärningskast i varje omgång, dock behöver man inte utnyttja alla.
Spelaren väljer själv vilka tärningar som skall kastas om. Poängsumman förs in i ett protokoll. Ordningen i protokollet behöver nödvändigtvis inte följas. Spelet blir dock svårare om protokollordningen följs och kan därför bli lite mer utmaning.

### Poängberäkning
Reglerna varierar aningen mellan olika utgåvor.
- Enligt Egmont Kärnans och Tactics regler: För att få bonus måste spelaren få minst 75 poäng i de sex första poängvillkoren (detta är exempelvis fyra av 4, 5, 6 samt tre av 2 och 3), och en bonus ger alltid 50 poäng oavsett poängsumman (från 75 poäng och uppåt).
- Enligt Algas regler: För att få bonus måste spelaren få minst 84 poäng i de sex första villkoren (detta motsvarar fyra lika i varje kategori). Bonus ger alltid 100 poäng oavsett poängsumman (från 84 poäng och uppåt).
- För att få maxiyatzy skall alla tärningarna visa samma tal. Maxiyatzy ger alltid 100 poäng oavsett vilket värde tärningarna visar.
- För att få liten stege skall fem av tärningarna visa . En liten stege ger 15 poäng.
- För att få stor stege skall fem av tärningarna visa . En stor stege ger 20 poäng.
- För att få full stege skall tärningarna visa . En full stege ger 25 poäng (eller 21 poäng i en del varianter).
- Spelet har 20 villkor att uppfylla. Detta kan maximalt ge 599 poäng (649 enligt Algas regler) och minimalt 8 poäng (se exempel nedan).

## MaxiYatzy-protokoll
| Deltagare   | Max | Max (Alga) | Min |
| ----------- | --- | ---------- | --- |
| Ettor       | 6   | 6          | 0   |
| Tvåor       | 12  | 12         | 0   |
| Treor       | 18  | 18         | 0   |
| Fyror       | 24  | 24         | 0   |
| Femmor      | 30  | 30         | 0   |
| Sexor       | 36  | 36         | 0   |
| Summa       | 126 | 126        | 0   |
| Bonus       | 50  | 100        | 0   |
| Ett par     | 12  | 12         | 2   |
| Två par     | 22  | 22         | 0   |
| Tre par     | 30  | 30         | 0   |
| Tretal      | 18  | 18         | 0   |
| Fyrtal      | 24  | 24         | 0   |
| Femtal      | 30  | 30         | 0   |
| Liten stege | 15  | 15         | 0   |
| Stor stege  | 20  | 20         | 0   |
| Full stege  | 21  | 21         | 0   |
| Kåk         | 28  | 28         | 0   |
| Hus         | 33  | 33         | 0   |
| Torn        | 34  | 34         | 0   |
| Chans       | 36  | 36         | 6   |
| Yatzy       | 100 | 100        | 0   |
| Totalt      | 599 | 649        | 8   |